# Johan Kling
Carl-David Johan Kling (* 7. August 1962 in Stockholm) ist ein schwedischer Filmregisseur, Drehbuchautor und Fernsehproduzent.

## Biografie
Johan Kling wurde 1962 in Stockholm geboren und begann seine Karriere als Musiker. 1980 gründete er gemeinsam mit seinem Freund Mauro Scocco die Rockband Ratata, die ein Jahr später mit dem Sommerhit Ett + Ett einen Erfolg verbuchen konnte. Nach der Trennung und einem abgebrochenen Politikwissenschafts-, Geschichts- und Philosophiestudium begann Kling als Quereinsteiger im schwedischen Fernsehen Fuß zu fassen, wo er sich auf Comedy- und Reality-TV-Formate spezialisierte. Er produzierte unter anderem Mitte der 1990er Jahre die bekannte Panel-Show Knesset, die auf dem schwedischen Fernsehsender ZTV ausgestrahlt wurde. Außerdem führte er Regie und schrieb das Drehbuch zur Serie Stockholmare (2001), die den Fokus auf das Beziehungsgeflecht und den beruflichen Werdegang junger schwedischer Hauptstädter legte, der sich weitere Low-Budget-Formate anschlossen.
Im Jahr 2003 widmete sich Kling mit Jag seinen ersten Kurzfilm, der von einem aufgeschnappten Gespräch zweier junger Mädchen zum Thema Einkaufen inspiriert wurde. In der 28-minütigen Produktion setzte er die Laiendarstellerin Michelle Meadows als selbstverliebte höhere Tochter Eva in Szene. Vier Jahre später holte Kling nach großen Bemühungen seine Hauptdarstellerin für die Titelrolle in seinem Spielfilmdebüt Darling vor die Kamera. In dem eleganten und schwarzhumorigen Hauptstadt-Sittengemälde schlüpfte Meadows erneut in die Rolle der stilbewussten und arroganten Eva, die von ihrem Freund und ihrer Mutter ausgehalten wird und eher aus Langeweile arbeitet. Nachdem sie ihren Lebensgefährten betrogen und die finanzielle Hilfe ihrer Mutter verloren hat, muss sie das Leben in teuren Restaurants und Nachtclubs gegen einen Job bei McDonald’s tauschen, wo sie die Bekanntschaft mit einem viel älteren geschiedenen, frisch arbeitslosen Ingenieur (gespielt von Michael Segerström) macht.
Darling feierte seine Premiere im Februar 2007 auf dem Göteborg Film Festival, wo Kling sogleich mit dem Hauptpreis ausgezeichnet wurde. Die Produktion avancierte daraufhin zum großen Kritiker- und Publikumserfolg, die in Schweden als eine Art Generationsfilm des 21. Jahrhunderts verstanden und gleichzeitig mit Gustave Flauberts Roman Madame Bovary verglichen wurde. Ein Jahr später galt Darling mit sechs Nominierungen als Favorit bei der Guldbagge-Preisverleihung 2008, Schwedens wichtigsten Filmpreis. Während Hauptdarsteller Michael Segerström den Preis gewann, musste sich Darling überraschend in den wichtigen Kategorien Film, Regie und Drehbuch Roy Anderssons Tragikomödie Das jüngste Gewitter geschlagen geben. Internationales Kritikerlob gab es vom amerikanischen Branchenblatt Variety, die die Eleganz des Films, die Leistung seiner Hauptdarstellerin und die „reibungslose Regie“ heraushob. Der Stern wies bei der Premiere des Films auf dem Hamburger Filmfest 2007 Klings „pointierten Blick für die Untiefen menschlicher Verhaltensweisen“ hin, den er schon bei seiner Fernsehserie Stockholmare bewiesen hätte.
Nach dem Erfolg seines Erstlingsfilms bereitet Kling 2009 seinen zweiten Spielfilm Trust Me vor, erneut eine Komödie über eine Theaterregisseurin. Der Schwede lässt sich bei seiner Arbeit vor allem von literarischen Werken inspirieren und zählt Anton Tschechow oder Gustave Flaubert zu seinen Lieblingsautoren. Er begeistert sich außerdem für die Arbeitsweise Stanley Kubricks und zählt Ingmar Bergmans Das siebente Siegel zu seinen Lieblingsfilmen. 2007 wurde er aus Anlass des 60. Geburtstags der Filmfestspiele von Cannes von der Variety neben dem deutschen Filmemacher Fatih Akın und der iranischen Debütregisseurin Marjane Satrapi zu den 60 „Faces for the festival future“ gelistet. 2010 entstand der Spielfilm Puss um mehrere Frauen, die ein Amateurtheater in Stockholm betreiben. Mit der romantischen Komödie um Alexander Skarsgård, Gustaf Skarsgård, Michelle Meadows und Michael Segerström konnte Kling jedoch nicht an den großen Erfolg seines vorangegangenen Films anknüpfen. 2011 wurde sein Skript Människor helt utan betydelse von Gustaf Skarsgård als Kurzfilm realisiert.
Johan Kling lebt gemeinsam mit seiner Lebensgefährtin und deren sechsjährigen Sohn in Kungsholmen.

## Filmografie (Auswahl)
- 2001: Stockholmare (Fernsehserie)
- 2002: Spacer (Fernsehserie)
- 2003: Jag (Kurzfilm)
- 2007: Darling
- 2010: Puss

## Auszeichnungen
- 2007: Nordischer Filmpreis für Darling
- 2008: Greta (Preis der schwedischen Filmkritik) für Darling
- 2008: Guldbagge-Nominierungen in den Kategorien Beste Regie und Bestes Drehbuch für Darling